# José de Calasanz Laplana Puy
José de Calasanz Laplana Puy (Binéfar, 26 de julio de 1943) es  un escritor e historiador de arte español que fue, durante más de cuarenta años, director del Museo de Monserrat.

## Biografía
Cursó la carrera eclesiástica en el Seminario Diocesano de Lérida (1954-1966) y estudió Historia del Arte en la Universidad de Barcelona. En 1970 entró en la Congregación del Oratorio de San Felipe Neri de Barcelona, y en 1975 se trasladó al  Monasterio de Monserrat. Allí, en el periodo 1978-1922, dirigió el Museo de Montserrat, al que dedicó multitud de libros, guías y artículos y en el que ha comisionado numerosas exposiciones. Es miembro de la Real Academia Catalana de Bellas Artes de San Jorge de Barcelona y de la Real Academia de Bellas Artes de Santa Isabel de Hungría de Sevilla.
Como historiador del arte destaca por ser especialista en la faceta pictórica de Santiago Rusiñol.

## Obras destacadas
De toda su amplia obra, compuesta por libros individuales y colectivos especialmente vinculados a las obras expuestas en el Museo de Monserrat, se pueden destacar:
- L'oratori de Sant Felip Neri de Barcelona i el seu patrimoni artístic i monumental. Ed. Publicaciones de la Abadía de Montserrat (1978)
- Santiago Rusiñol. El pintor. L'home. Ed. Publicaciones de la Abadía de Montserrat,  (1995) (Premio Crítica Serra d'Or, 1996)
- La imatge de la Mare de Déu de Montserrat al llarg dels segles, Ed. Publicaciones de la Abadía de Montserrat (1995)
- Les col•leccions de pintura de l'Abadia de Montserrat, Ed.Publicacions de l'Abadia de Montserrat (1999)
- La pintura de Santiago Rusiñol. Obra Completa, colaboración con Mercedes Palau Ribes O’Callaghan. Ed. Mediterrània (2004). Premio ACCA, 2005.
- L'Església dels primers segles. Ed. Mediterrània (2006).